# Pouteria anteridata
Pouteria anteridata är en tvåhjärtbladig växtart som beskrevs av Terence Dale Pennington. Pouteria anteridata ingår i släktet Pouteria och familjen Sapotaceae. IUCN kategoriserar arten globalt som nära hotad.
Artens utbredningsområde är Venezuela. Inga underarter finns listade i Catalogue of Life.